# Rietsnuitmot
De rietsnuitmot (Schoenobius gigantella) is een vlinder uit de familie van de grasmotten (Crambidae). De naam verwijst naar de enorme palpen. De soort kent seksuele dimorfie. Het mannetje heeft een spanwijdte van tussen de 25 en 30 millimeter. Het wijfje heeft een spanwijdte van tussen de 41 en 46 millimeter. Het mannetje is bovendien donkerder van kleur en heeft relatief bredere vleugels. Opvallend bij zowel het mannetje als het wijfje zijn de lange palpen. De soort overwintert als rups.

## Waardplanten
De rietsnuitmot heeft riet en liesgras als waardplanten.

## Voorkomen in Nederland en België
De rietsnuitmot is in Nederland vrij algemeen en in België een schaarse soort uit het noorden. De soort kent één generatie die vliegt van juni tot augustus.